# Palácio do Buriti
O Palácio do Buriti é a sede do poder executivo do Governo do Distrito Federal. O Palácio situa-se em Brasília, no Distrito Federal, e foi aberto em agosto de 1969. 
Seu projeto é do arquiteto Nauro Jorge Esteves, que também projetou vários prédios da Zona Cívico-Administrativa e era o braço direito de Oscar Niemeyer. É composto do prédio principal e de um prédio anexo, mais alto, que fica atrás dele. Esta situado na Praça do Buriti, na via N1 do Eixo Monumental. 

## Histórico
O único dos grandes palácios da cidade que não foi projetado por Niemeyer, o Palácio do Buriti, e também a Praça da Municipalidade, como era chamada por Lúcio Costa no seu projeto para o Plano Piloto, foram projetados pelo arquiteto Nauro Jorge Esteves. Ambos herdaram o nome do buriti que foi plantado no centro da praça, árvore esta que se tornou símbolo do Distrito Federal. Ao nomear o palácio, Buriti se tornou um termo para se referir ao executivo distrital, da mesma forma que Planalto é usado para se referir ao executivo federal brasileiro. 
O prédio e a praça foram inaugurados no dia 25 de agosto de 1969. O arcebispo de Brasília, Dom José Newton de Almeida Baptista, abençoou o palácio em um cerimonial de abertura.

### Buritinga e sede da Presidência
Em dezembro de 2006, o governador eleito José Roberto Arruda começou a cumprir uma promessa de campanha: deixar o Palácio do Buriti e levar o governo para uma nova sede. Naquele mês, ele escolheu o local, um quartel desativado da Polícia Militar em Taguatinga, o que levou a nova sede a ser apelidada de "Buritinga" - o nome oficial era Centro Administrativo de Taguatinga (Centrad). A mudança dividiu opiniões: o governador justificou que concentrar os órgãos públicos numa sede única geraria economia, mas o processo foi demorado, as obras atrasaram e haviam dificuldades mesmo para ir até o local, já que a maioria das secretarias ainda tinha suas atividades no Plano Piloto.
Em 7 de abril de 2008, o governo federal, em razão de reformas efetuadas no Palácio do Planalto, formalizou sua transferência provisória para o Palácio do Buriti, a fim de que, nele, pudessem funcionar o Gabinete do Presidente da República e outros órgãos ligados diretamente a este. Na ocasião, o Presidente Luiz Inácio Lula da Silva declarou que pretendia retornar ao Palácio do Planalto ainda antes do final do seu segundo mandato. 
A mudança para o Buritinga acabou se perdendo em meio a crise gerada pelo Escândalo do Mensalão no Distrito Federal, onde o governador Arruda acabou sendo preso. Os governadores seguintes retornaram a despachar no Buriti e o Buritinga voltou a ser usado pela Polícia Militar.

## Arquitetura
O prédio principal tem três andares, sendo um térreo e mais dois pavimentos. Sua colunas, paredes e pisos são de mármore branco e bege, e tem características em comum com outros palácios da capital, com a fachada em vidro e o concreto armado. Tem dois salões, o Branco e o Nobre, onde acontecem solenidades diversas. O Salão Branco, maior, recebe as cerimônias maiores e exposições de arte. Há ainda um auditório, voltado também a solenidades, mas que chegou a funcionar como um cinema para os servidores.
Na parte interna de suas instalações, há uma área destinada à visitação pública, em que estão exibidos um busto de Che Guevara e o mural "Sonhos, Realidade e Esperança", de Ruben Zevallos, que retrata a história de Brasília desde a profecia de Dom Bosco até sua construção.
O prédio anexo tem dezesseis andares, sendo o térreo e mais quinze pavimentos, além de um subsolo. É um volume retangular com elementos verticais. Ficam no prédio órgãos como a Secretaria de Transporte e Mobilidade e a Casa Militar. O edifício ainda abriga os transmissores e antena da rádio Cultura FM Brasília.
Inaugurado junto com o prédio principal, passou por reformas menores ao longos dos anos, como a adição de escadas de emergência, mas nunca por uma recuperação completa. Em 2019, um laudo do próprio governo atestou que os problemas poderiam por em risco a vida dos servidores no local e estimou em 13 milhões de reais o custo da reforma.
- O palácio e a praça.
- Evento no Salão Branco.
- Palácio a noite.
- Entrada.
- Vista lateral.

## Monumentos

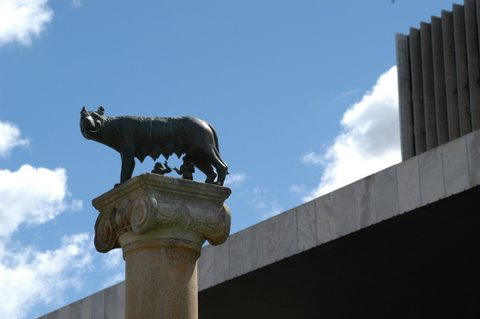
Loba Romana.

### Loba de Roma
Em frente ao prédio, existe a Loba Romana, uma réplica da Lupa Capitolina, famosa escultura que representa uma parte do mito de fundação de Roma: os gêmeos fundadores da cidade, Rômulo e Remo, mamando na loba que os criou. A réplica foi oferecida por Roma à capital brasileira por ocasião de sua inauguração em 21  de abril de 1960  - as duas cidades fazem aniversário no mesmo dia e são cidades-parceiras. 

### Forma espacial do Plano
É uma escultura de metal, com formato verticalizado, de Ênio Liamini. Foi doada para o governo distrital pelo então presidente da Argentina, Jorge Rafael Videla. 